# Сіурана
Сіурана (кат. Siurana) - муніципалітет, розташований в Автономній області Каталонія, в Іспанії. Знаходиться у районі (кумарці) Ал Ампурда провінції Жирона, згідно з новою адміністративною реформою перебуватиме у складі Баґарії (округи) Жирона.

## Населення
Населення міста (у 2007 р.) становить 205 осіб (з них менше 14 років - 12,2%, від 15 до 64 - 62,4%, понад 65 років - 25,4%). У 2006 р. народжуваність склала 3 особи, смертність - 0 осіб, зареєстровано 0 шлюбів. У 2001 р. активне населення становило 72 особи, з них безробітних - 5 осіб.

Серед осіб, які проживали на території міста у 2001 р., 139 народилися в Каталонії (з них 116 осіб у тому самому районі, або кумарці), 13 осіб приїхало з інших областей Іспанії, а 15 осіб приїхало з-за кордону. 

Університетську освіту має 9,6% усього населення. 

У 2001 р. нараховувалося 55 домогосподарств (з них 18,2% складалися з однієї особи, 25,5% з двох осіб,25,5% з 3 осіб, 16,4% з 4 осіб, 1,8% з 5 осіб, 7,3% з 6 осіб, 3,6% з 7 осіб, 1,8% з 8 осіб і 0% з 9 і більше осіб).

Активне населення міста у 2001 р. працювало у таких сферах діяльності : у сільському господарстві - 28,4%, у промисловості - 19,4%, на будівництві - 4,5% і у сфері обслуговування - 47,8%. 

 У муніципалітеті або у власному районі (кумарці) працює 52 особи, поза районом - 37 осіб.

### Безробіття
У 2007 р. нараховувалося 3 безробітних (у 2006 р. - 4 безробітних), з них чоловіки становили 33,3%, а жінки - 66,7%.

## Економіка

### Підприємства міста

#### Промислові підприємства
| \| Промислові підприємства міста, за сферою діяльності \| Промислові підприємства міста, за сферою діяльності \| Промислові підприємства міста, за сферою діяльності \| \| Рік \| 2002 р. \| 2001 р. \| \| --------------------------------------------------- \| --------------------------------------------------- \| --------------------------------------------------- \| \| Енергетичні та водні ресурси \| 0% \| 0% \| \| Хімія та метали \| 100% \| 100% \| \| Переробка металів \| 0% \| 0% \| \| Продукти харчування \| 0% \| 0% \| \| Текстиль \| 0% \| 0% \| \| Виробництво меблів, видання \| 0% \| 0% \| \| Інше \| 0% \| 0% \| \| Усього підприємств \| 1 \| 1 \| |         |         |
| Промислові підприємства міста, за сферою діяльності |         |         |
| Рік | 2002 р. | 2001 р. |
| Енергетичні та водні ресурси | 0%      | 0%      |
| Хімія та метали | 100%    | 100%    |
| Переробка металів | 0%      | 0%      |
| Продукти харчування | 0%      | 0%      |
| Текстиль | 0%      | 0%      |
| Виробництво меблів, видання | 0%      | 0%      |
| Інше | 0%      | 0%      |
| Усього підприємств | 1       | 1       |

#### Роздрібна торгівля
| \| Підприємства роздрібної торгівлі міста, за сферою діяльності \| Підприємства роздрібної торгівлі міста, за сферою діяльності \| Підприємства роздрібної торгівлі міста, за сферою діяльності \| \| Рік \| 2002 р. \| 2001 р. \| \| ------------------------------------------------------------ \| ------------------------------------------------------------ \| ------------------------------------------------------------ \| \| Продукти харчування \| 0% \| 0% \| \| Одяг та взуття \| 0% \| 0% \| \| Товари для дому \| 0% \| 0% \| \| Книги та періодичні видання \| 0% \| 0% \| \| Промислова хімічна продукція \| 33,3% \| 25% \| \| Продукція, пов'язана з транспортними засобами \| 0% \| 25% \| \| Інше \| 66,7% \| 50% \| \| Усього підприємств \| 3 \| 4 \| |         |         |
| Підприємства роздрібної торгівлі міста, за сферою діяльності |         |         |
| Рік | 2002 р. | 2001 р. |
| Продукти харчування | 0%      | 0%      |
| Одяг та взуття | 0%      | 0%      |
| Товари для дому | 0%      | 0%      |
| Книги та періодичні видання | 0%      | 0%      |
| Промислова хімічна продукція | 33,3%   | 25%     |
| Продукція, пов'язана з транспортними засобами | 0%      | 25%     |
| Інше | 66,7%   | 50%     |
| Усього підприємств | 3       | 4       |

#### Сфера послуг
| \| Підприємства міста, що працюють у сфері послуг, за діяльністю \| Підприємства міста, що працюють у сфері послуг, за діяльністю \| Підприємства міста, що працюють у сфері послуг, за діяльністю \| \| Рік \| 2002 р. \| 2001 р. \| \| ------------------------------------------------------------- \| ------------------------------------------------------------- \| ------------------------------------------------------------- \| \| Гуртова торгівля \| 26,7% \| 27,3% \| \| Готелі та готельний бізнес \| 46,7% \| 54,5% \| \| Транспорт та зв'язок \| 6,7% \| 0% \| \| Посередницькі фінансові послуги \| 0% \| 0% \| \| Послуги підприємствам \| 0% \| 0% \| \| Послуги фізичним особам \| 20% \| 18,2% \| \| Нерухомість та ін. \| 0% \| 0% \| \| Усього підприємств \| 15 \| 11 \| |         |         |
| Підприємства міста, що працюють у сфері послуг, за діяльністю |         |         |
| Рік | 2002 р. | 2001 р. |
| Гуртова торгівля | 26,7%   | 27,3%   |
| Готелі та готельний бізнес | 46,7%   | 54,5%   |
| Транспорт та зв'язок | 6,7%    | 0%      |
| Посередницькі фінансові послуги | 0%      | 0%      |
| Послуги підприємствам | 0%      | 0%      |
| Послуги фізичним особам | 20%     | 18,2%   |
| Нерухомість та ін. | 0%      | 0%      |
| Усього підприємств | 15      | 11      |

## Житловий фонд
У 2001 р. 0% усіх родин (домогосподарств) мали житло метражем до 59 м², 18,2% - від 60 до 89 м², 29,1% - від 90 до 119 м² і
52,7% - понад 120 м².

З усіх будівель у 2001 р. 54,9% було одноповерховими, 43,7% - двоповерховими, 1,4
% - триповерховими, 0% - чотириповерховими, 0% - п'ятиповерховими, 0% - шестиповерховими,
0% - семиповерховими, 0% - з вісьмома та більше поверхами.

## Автопарк
| \| Автомобілі, зареєстровані у місті, за призначенням \| Автомобілі, зареєстровані у місті, за призначенням \| Автомобілі, зареєстровані у місті, за призначенням \| \| Рік \| 2006 р. \| 2005 р. \| \| -------------------------------------------------- \| -------------------------------------------------- \| -------------------------------------------------- \| \| Приватні автомобілі \| 59,4% \| 60,3% \| \| Мотоцикли \| 7,1% \| 7,8% \| \| Вантажівки \| 27,8% \| 26% \| \| Трактори \| 0,5% \| 0,5% \| \| Автобуси та ін. \| 5,2% \| 5,4% \| \| Усього автомобілів \| 212 шт. \| 204 шт. \| |         |         |
| Автомобілі, зареєстровані у місті, за призначенням |         |         |
| Рік | 2006 р. | 2005 р. |
| Приватні автомобілі | 59,4%   | 60,3%   |
| Мотоцикли | 7,1%    | 7,8%    |
| Вантажівки | 27,8%   | 26%     |
| Трактори | 0,5%    | 0,5%    |
| Автобуси та ін. | 5,2%    | 5,4%    |
| Усього автомобілів | 212 шт. | 204 шт. |

## Вживання каталанської мови
У 2001 р. каталанську мову у місті розуміли 95,7% усього населення (у 1996 р. - 99,3%), вміли говорити нею 89% (у 1996 р. - 
95,4%), вміли читати 86,6% (у 1996 р. - 86,8%), вміли писати 46,3
% (у 1996 р. - 42,8%). Не розуміли каталанської мови 4,3%.

## Політичні уподобання
У виборах до Парламенту Каталонії у 2006 р. взяло участь 82 особи (у 2003 р. - 94 особи). Голоси за політичні сили розподілилися таким чином:
| \| Вибори до Парламенту Каталонії \| Вибори до Парламенту Каталонії \| Вибори до Парламенту Каталонії \| \| Рік \| 2006 р. \| 2003 р. \| \| -------------------------------------- \| ------------------------------ \| ------------------------------ \| \| Конвергенція та Єднання (CiU) \| 39% \| 39,4% \| \| Соціалістична партія Каталонії (PSC) \| 9,8% \| 10,6% \| \| Народна партія (PP) \| 4,9% \| 10,6% \| \| Ініціатива за зелену Каталонію (IC) \| 11% \| 0% \| \| Республіканська лівиця Каталонії (ERC) \| 34,1% \| 30,9% \| \| Громадянська партія (C's) \| 1,2% \| 0% \| \| Інші \| 0% \| 8,5% \| |         |         |
| Вибори до Парламенту Каталонії |         |         |
| Рік | 2006 р. | 2003 р. |
| Конвергенція та Єднання (CiU) | 39%     | 39,4%   |
| Соціалістична партія Каталонії (PSC) | 9,8%    | 10,6%   |
| Народна партія (PP) | 4,9%    | 10,6%   |
| Ініціатива за зелену Каталонію (IC) | 11%     | 0%      |
| Республіканська лівиця Каталонії (ERC) | 34,1%   | 30,9%   |
| Громадянська партія (C's) | 1,2%    | 0%      |
| Інші | 0%      | 8,5%    |